# دورچاک
دورچاک، روستایی از توابع بخش رودبار شهرستان شهرستان قزوین در استان قزوین ایران است.

## جمعیت
این روستا در دهستان رودبار محمد زمانی قرار دارد و براساس سرشماری مرکز آمار ایران در سال ۱۳۸۵، جمعیت آن ۳۰۵ نفر (۱۰۷خانوار) بوده است. عمده مردم روستا به مراغی که از گویش‌های زبان تاتی است سخن می‌گویند.

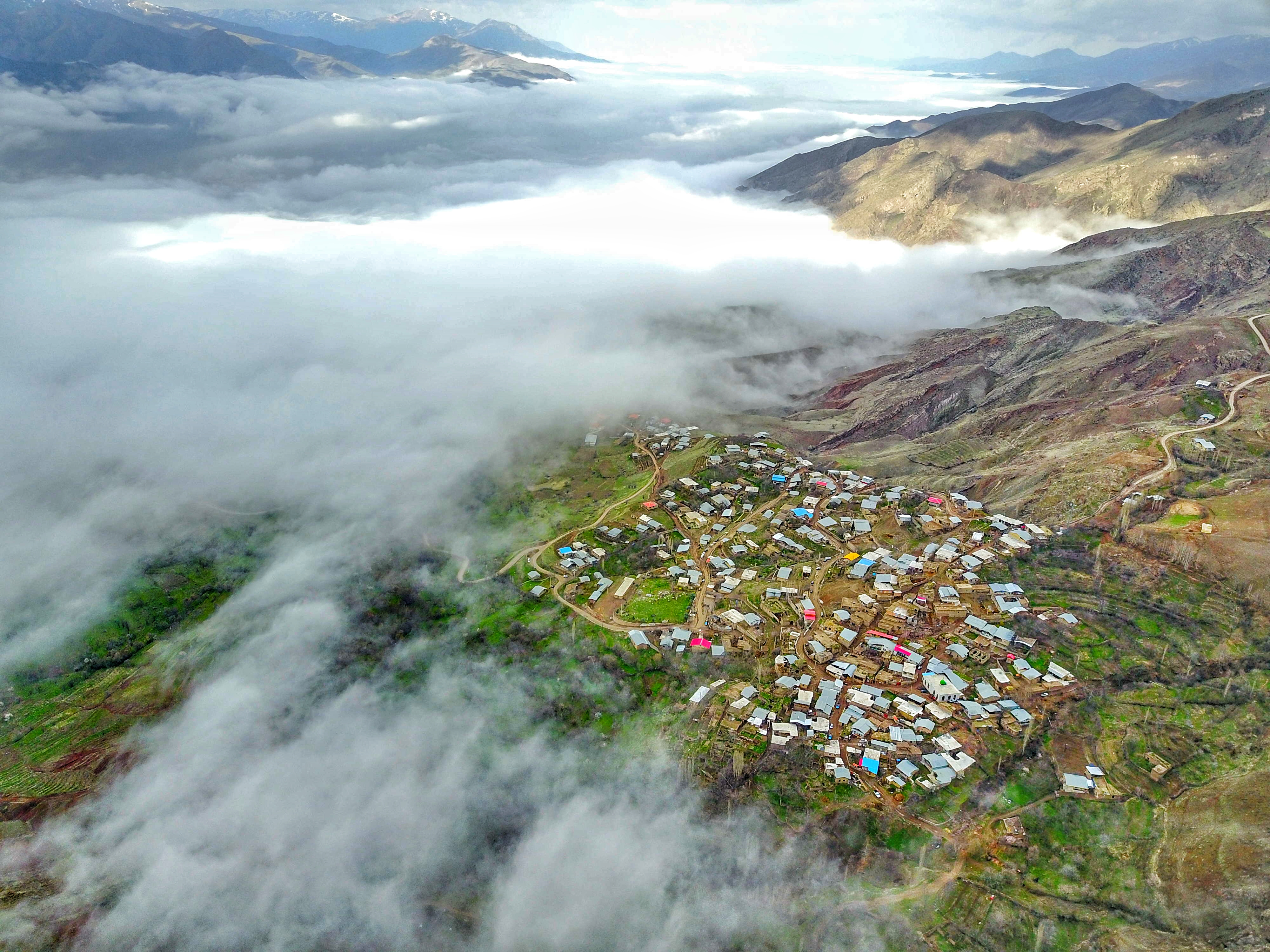
تصویر هوایی از روستای درچاک در اولین روزهای بهار.